# Mykola Matviyenko
Mykola Matviyenko (Saky, 2 de mayo de 1996) es un futbolista ucraniano que juega de defensa en el Shakhtar Donetsk de la Liga Premier de Ucrania.

## Selección nacional
Es internacional con la selección de fútbol de Ucrania desde 2017. Antes de ser internacional absoluto fue internacional sub-18, sub-19, sub-20 y sub-21 con la selección ucraniana.

### Participaciones en Eurocopas
| Copa          | Sede     | Resultado        | Partidos | Goles |
| ------------- | -------- | ---------------- | -------- | ----- |
| Eurocopa 2020 | Europa   | Cuartos de final | 5        | 0     |
| Eurocopa 2024 | Alemania | Primera fase     | 3        | 0     |

## Clubes
| Club                           | País    | Año       |
| ------------------------------ | ------- | --------- |
| F. K. Shakhtar Donetsk         | Ucrania | 2015-act. |
| F. K. Karpaty Lviv (cedido)    | Ucrania | 2017      |
| F. C. Vorskla Poltava (cedido) | Ucrania | 2017      |

## Palmarés

### Títulos nacionales
| Título                  | Club                  | País    | Año  |
| ----------------------- | --------------------- | ------- | ---- |
| Copa de Ucrania         | F. K. Shajtar Donetsk | Ucrania | 2016 |
| Copa de Ucrania         | F. K. Shajtar Donetsk | Ucrania | 2017 |
| Copa de Ucrania         | F. K. Shajtar Donetsk | Ucrania | 2018 |
| Liga Premier de Ucrania | F. K. Shajtar Donetsk | Ucrania | 2018 |
| Copa de Ucrania         | F. K. Shajtar Donetsk | Ucrania | 2019 |
| Liga Premier de Ucrania | F. K. Shajtar Donetsk | Ucrania | 2019 |
| Liga Premier de Ucrania | F. K. Shajtar Donetsk | Ucrania | 2020 |
| Supercopa de Ucrania    | F. K. Shajtar Donetsk | Ucrania | 2021 |
| Liga Premier de Ucrania | F. K. Shajtar Donetsk | Ucrania | 2023 |
| Liga Premier de Ucrania | F. K. Shajtar Donetsk | Ucrania | 2024 |
| Copa de Ucrania         | F. K. Shajtar Donetsk | Ucrania | 2024 |
| Copa de Ucrania         | F. K. Shajtar Donetsk | Ucrania | 2025 |